# Regele României

Pavilionul regelui (1881-1922)

Pavilionul regelui, în forma adoptată de regele Carol al II-lea (1930-1947)

Regele României a fost titlul oficial al conducătorului Regatului României din 1881 până în 1947, când România a fost proclamată republică de către autoritățile comuniste.

## Scurt istoric
Statul Român s-a numit Principatele Unite Române până în 1862, după Mica Unire din 1859 a statelor vasale Sultanatului Otoman, Țara Românească (Principatul Valahiei) și Țara Moldova (Principatul Moldovei), sub Alexandru Ioan I Cuza ca principe. Cuza a devenit atât Principe al Valahiei, cât și Principe al Moldovei în 1859. Din 1862, Statul Român ia denumirea de Principat al României, iar Cuza ia titlul de Principe al României. A fost detronat în 1866 de către Parlament, care a invitat apoi un principe german din familia de Hohenzollern-Sigmaringen, Carol să devină noul Principe al României.
Independența României față de Sultanatul Otoman a fost recunoscută oficial în 1878 la Congresul de la Berlin; principatul a devenit regat în 1881, cu Principele Carol drept primul ei rege, Carol I.
România a fost o monarhie constituțională in cea mai mare parte din existența ei ca regat, cu excepția perioadei 1938-1944, în timpul dictaturii personale a Regelui Carol II (1938-1940), precum și a celei a mareșalului Ion Antonescu (1940-1944). În timpul acestei din urmă dictaturi, România a fost, în mod efectiv, o monarhie absolută, de drept divin: Regele Mihai a domnit a doua oară fără vreun jurământ pe Constituție și fără votul de aprobare al vreunui Parlament, inițial suspendat, redeschis abia mai târziu, în 1946. În schimb, Mihai I a fost încoronat cu Coroana de Oțel și uns Rege de către Patriarhul României Nicodim Munteanu, în Catedrala Patriarhală din București, chiar în ziua celei de-a doua sale suiri pe tron, la 6 septembrie, 1940. Astfel, Mihai I a domnit a doua oară doar „prin Grația Lui Dumnezeu”, ca rege absolut, de drept divin, nu și constituțional. Legal, însă, Mihai I nu putea exercita prea multă autoritate, în afara prerogativelor de a fi șeful suprem al Armatei și de a desemna un prim-ministru cu puteri depline, numit „Conducător”. 

## Listă de regi ai României
Pentru lista conducătorilor de dinainte de 1866 vezi:  
- Lista domnilor Țării Românești
- Lista domnilor Moldovei
- Lista voievozilor și principilor Transilvaniei

Pentru lista conducătorilor de după 1947, vezi:
- Lista președinților României

| Portret | Nume                       | Domnie                                | Familie                  | Note |
| ------- | -------------------------- | ------------------------------------- | ------------------------ | --- |
|         | Carol I                    | 20 aprilie 1866 - 10 octombrie 1914   | Hohenzollern-Sigmaringen | |
|         | Ferdinand I „Întregitorul” | 10 octombrie 1914 - 20 iulie 1927     | Hohenzollern-Sigmaringen | |
|         | Mihai I                    | 20 iulie 1927 - 8 iunie 1930          | Hohenzollern-Sigmaringen | Regenți: Principele Nicolae (1927 - 1930), Miron Cristea (1927 - 1930), Gheorghe Buzdugan (1927 - 1929), Constantin Sărățeanu (1929 - 1930) |
|         | Carol al II-lea            | 8 iunie 1930 - 6 septembrie 1940      | Hohenzollern-Sigmaringen | |
|         | Mihai I                    | 6 septembrie 1940 - 30 decembrie 1947 | Hohenzollern-Sigmaringen | |

## Listă de regine ale României
| Portret | Nume                        | Domnie                                 | Familie              |
| ------- | --------------------------- | -------------------------------------- | -------------------- |
|         | Elisabeta                   | 15 noiembrie 1869 - 27 septembrie 1914 | Wied-Neuwied         |
|         | Maria                       | 10 octombrie 1914 - 20 iulie 1927      | Saxa-Coburg și Gotha |
|         | Elena (regină mamă)         |                                        | Glücksburg           |
|         | Ana (popular numită regină) |                                        | Bourbon-Parma        |